# Достик (Єнбекшиказахський район)
Дости́к (каз. Достық) — село у складі Єнбекшиказахського району Алматинської області Казахстану. Входить до складу Каратурицького сільського округу.
У радянські часи село називалось «Дружба».
Населення — 3339 осіб (2021; 3091 у 2009, 2500 у 1999, 2453 у 1989).